# Anthelminthica
Anthelminthica zijn (dier)geneeskundige ontwormingsmiddelen tegen infecties met parasitaire wormen in het maag-darmkanaal (darmwormen). Deze generieke ontwormingsmiddelen worden ook wel vermifugum of vermicide genoemd. Ze worden gebruikt tegen trematoden, nematoden en cestoda (lintwormen).

## Geneeskunde
De ATC-code voor deze geneesmiddelen is P02, met als onderverdelingen:
- P02B: middelen tegen trematoden
  - P02BA: chinolinederivaten
  - P02BB: organofosforverbindingen
  - P03BX: andere
- P02C: middelen tegen nematoden
  - P02CA: benzimidazoolderivaten
  - P02CB: piperazine en derivaten
  - P02CC: tetrahydropyrimidinederivaten
  - P02CE: imidazothiazoolderivaten
  - P02CF: avermectines
  - P02CX: andere
- P02D: middelen tegen cestoden (lintwormen)
  - P02DA: salicylzuurderivaten
  - P02DX: andere

## Diergeneeskunde
De ATCVet-code voor deze klasse van geneesmiddelen is QP52A.
Onderverdelingen van deze klasse zijn:
- QP52AA: quinolinederivaten en verwante stoffen
- QP52AB: organofosforverbindingen
- QP52AC: benzimidazolen en verwante stoffen
- QP52AE: imidazothiazolen
- QP52AF: tetrahydropyrimidines
- QP52AG: fenolderivaten
- QP52AH: piperazine en derivaten
- QP52AX: andere